# پر ایرلند برگ وندلبو
پر ایرلند برگ وندلبو (انگلیسی: Per Erland Berg Wendelbo; ۱۹ سپتامبر ۱۹۲۷ – ۲۵ سپتامبر ۱۹۸۱) گیاه‌شناسی اهل نروژ بود.
وندلبو برای نخستین بار زنبق زبان‌گرد را در افغانستان  به ثبت رساند. وی نیز سبزی تره که در ایران کشت می‌شود را با ثبت رساند. 